# Вільхівчик (річка)
Вільхі́вчик (Ольхувчик) — річка в Українських Карпатах, у межах Тячівського району Закарпатської області. Права притока Тересви (басейн Тиси).

## Опис
Довжина 14 км, площа басейну 22 км². Похил річки 27 м/км. Річка типово гірська. Долина вузька і глибока (окрім пригирлової частини), в багатьох місцях заліснена. Річище слабозвивисте, порожисте.

## Розташування
Вільхівчик бере початок на північ від села Вільхівчик, у межиріччі Великої Угольки та Лужанки. Тече на південь, частково — на південний схід. Впадає до Тересви поруч з північно-східною частиною села Вільхівці-Лази.